# Platysoma bimaculatum
Platysoma bimaculatum är en skalbaggsart som beskrevs av Miłosz A. Mazur 1990. Platysoma bimaculatum ingår i släktet Platysoma och familjen stumpbaggar. Inga underarter finns listade i Catalogue of Life.